# Cigarettes & Alcohol
«Cigarettes and Alcohol» es una canción y cuarto sencillo en la historia del grupo de rock Oasis y el primero en salir a la venta luego de que el primer álbum de la banda, Definitely Maybe fuese lanzado. Llegó al puesto 7 en listas del Reino Unido en octubre de 1994, convirtiéndose en un tema clásico y, desde entonces ha formado parte del repertorio en todas las giras de la banda.

## Acusación de plagio
Noel Gallagher fue acusado de plagio, ya que la canción "Cigarettes & Alcohol" incluye el mismo riff de guitarra de la canción  "Get It On", compuesta por Marc Feld, verdadero nombre de Marc Bolan, e incluida originalmente en el álbum "Electric Warrior", publicado en 1971. Sin embargo, en una entrevista, Gallagher se defendió diciendo que había tomado prestado los riffs de guitarra de otras bandas, aunque después otros grupos copiaron ideas de Oasis.

## Lista de canciones
CD single (CRESCD 190)

| N.º   | Título                                             | Duración |  |
| 1.    | «Cigarettes & Alcohol»                             | 4:49     |  |
| 2.    | «I Am The Walrus» (Live Glasgow Cathouse June '94) | 8:15     |  |
| 3.    | «Listen Up»                                        | 6:39     |  |
| 4.    | «Fade Away»                                        | 4:13     |  |
| 23:56 |                                                    |          |  |

Vinilo de 12" (CRE 190T)

| N.º   | Título                                             | Duración |  |
| 1.    | «Cigarettes & Alcohol»                             | 4:44     |  |
| 2.    | «I Am The Walrus» (Live Glasgow Cathouse June '94) | 8:08     |  |
| 3.    | «Fade Away»                                        | 4:10     |  |
| 17:02 |                                                    |          |  |

Vinilo de 7" (CRE 190), Sencillo en CD cardsleeve (HES 660729 2), Casete (CRECS 190)

| N.º   | Título                                             | Duración |  |
| 1.    | «Cigarettes & Alcohol»                             | 4:44     |  |
| 2.    | «I Am The Walrus» (Live Glasgow Cathouse June '94) | 8:08     |  |
| 12:52 |                                                    |          |  |

Vinilo promocional de 12" (Ctp190cl)

| N.º  | Título                 | Duración |  |
| 1.   | «Cigarettes & Alcohol» | 4:44     |  |
| 4:44 |                        |          |  |

- I Am The Walrus, Fade Away y Listen Up son parte del Recopilatorio de lados-B The Masterplan.